# Wilhelm Joseph von Wasielewski

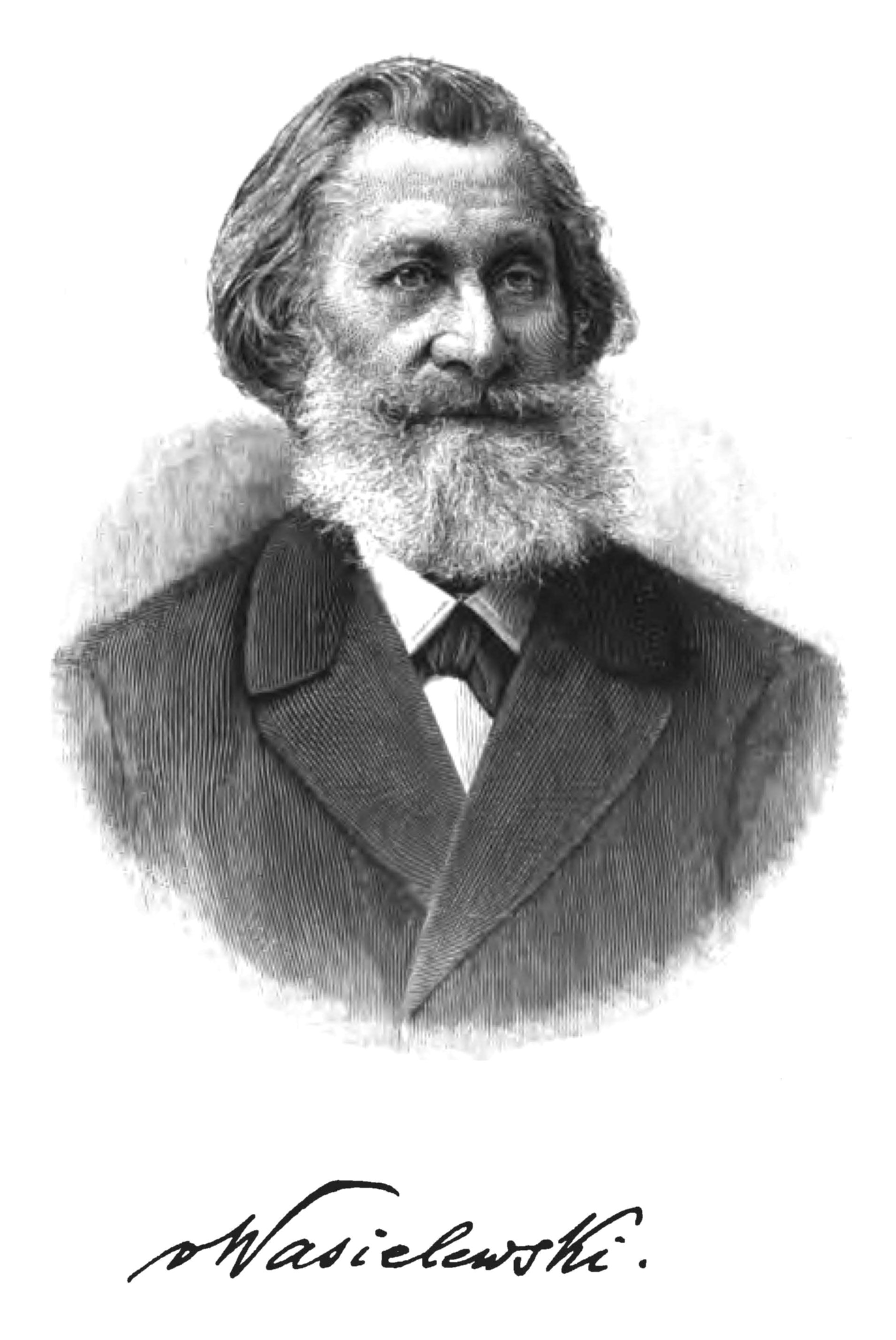
Wilhelm Joseph von Wasielewski

Wilhelm Joseph von Wasielewski (Grossleesen, 17 giugno 1822 – Sondershausen, 13 dicembre 1896) è stato un violinista e critico musicale tedesco.

## Biografia
Nato nei pressi di Danzica, ottavo di undici figli del proprietario terriero e rettore Joseph Thaddeus von Wasielewski (1785-1850) e di sua moglie Henriette Christina Piwko (1788-1850),  Wilhelm Joseph von Wasielewski ricevette da suo padre le prime lezioni di violino, che diventò ben presto il suo strumento preferito. 
Studiò musica al Conservatorio di Lipsia, dal 2 aprile 1843 al 1845, sotto la guida di Moritz Hauptmann, Ferdinand David, Felix Mendelssohn e Robert Schumann.
L'anno seguente iniziò la carriera di critico musicale, quella di violinista nella Gewandhausorchester, e nel 1850 intraprese l'attività di direttore d'orchestra a Düsseldorf e a Bonn.
Wasielewski nel 1852 a Bonn svolse la direzione di coro e fondò insieme a Julius Tausch e Christian Reimers un trio di pianoforte di successo per spettacoli di musica da camera. A Bonn fu direttore d'orchestra del club musicale Liedertafel Concordia e dell'orchestra dell'Associazione Beethoven. Nello stesso anno sposò la pianista Alma Beyer (1827-1871), originaria di Freiberg in Sassonia.
Dal 1855 si trasferì definitivamente a Dresda, con l'intento di occuparsi soprattutto di musicologia: tra i suoi studi e le sue ricerche si ricordano quelli sulla biografia di Robert Schumann, culminati con il libro Schumann Biographie.  
Negli stessi anni proseguì le sue docenze e strinse rapporti di amicizia con Franz Liszt, Johannes Brahms e Max Bruch. 
Nel 1869 Wasielewski assunse la carica di direttore musicale della città a Bonn e quattro anni dopo quella di direttore della Königlichen (Musica reale).
Nel 1878 fu premiato con l'iscrizione onoraria dall'Accademia Filarmonica di Bologna.
Wasielewski ha concluso la sua carriera di direttore musicale reale a Bonn all'età di 61 anni. Si ritirò a vita privata e si trasferì con la sua famiglia nella capitale della Turingia, Sondershausen. Durante questo periodo della sua vita, ha continuato le sue opere letterarie. I risultati di questo periodo furono principalmente la pubblicazione di una biografia di Beethoven e un'opera sulla storia del violoncello.
Wilhelm Joseph von Wasielewski è morto il 13 dicembre 1896 all'età di settantaquattro anni.
Tra i suoi lavori, annoveriamo: Geschichte der Instrumentalmusik im 16 Jahrh. (1878), Beethoven (1888), C.Reinecke, sein Leben, Werken und Schaffen (1892).
Compose anche qualche pezzo per canto e per pianoforte e qualche canto patriottico.

## Opere principali
- Robert Schumann, Dresda (1858);
- Die Violine und ihre Meister, Lipsia (1869);
- Die Violine im 17. Jahrhundert und die Anfänge der Instrumentalkomposition, Bonn (1874);
- Geschichte der Instrumentalmusik im XVI. Jahrhundert, Berlino (1878);
- Goethes Verhältnis zur Musik, Lipsia (1880);
- Schumanniana, Bonn (1883);
- Ludwig van Beethoven, Berlino (1888);
- Das Violoncell und seine Geschichte, Lipsia (1889);
- Carl Reinecke, Lipsia (1892);
- Aus siebzig Jahren – Lebenserinnerungen, Lipsia (1897).